# Theorie van James-Lange
De theorie van James-Lange of de james-langetheorie is een theorie van de emoties die aan het begin van de 20e eeuw werd ontwikkeld door de Amerikaan William James en de Deen Carl Lange. De kern van deze theorie is dat a) gebeurtenissen of prikkels uit de omgeving aanleiding geven tot bepaalde lichamelijke reacties, zoals een verhoogde spierspanning, droge mond, transpiratie en verhoogde hartslag, en b) emoties of gevoelens het gevolg zijn van de gewaarwording of beleving van deze lichamelijk reacties.
De theorie wordt vaak geïllustreerd aan de hand van gezegden als 'wij zijn bedroefd omdat wij huilen' of 'wij zijn bang omdat wij weglopen'. 
De theorie van James-Lange lijkt in zekere zin bevestigd te worden door het verschijnsel dat sommige affectieve reacties zoals het opschrikken of verstrakken van de spieren, automatisch en vrij snel na de gebeurtenissen die die deze reacties uitlokken, optreden. Het gevoel van schrikken lijkt dan pas een tijdje na de primaire lichamelijke reactie op te treden.

## Kritiek
Er is ook kritiek op de theorie mogelijk. Deze is hieronder kort samengevat:
a) reacties van het autonome zenuwstelsel zijn vrij traag en niet-specifiek. Zij treden bovendien na allerlei gebeurtenissen op (bijvoorbeeld ook na lichamelijke inspanning). Hierdoor lijkt het onwaarschijnlijk dat zij ook de oorzaak zijn van specifieke gevoelens of emotionele belevingen.
b) Het kunstmatig oproepen van bepaalde autonome reacties (bijvoorbeeld door inspuiting van adrenaline) of uitschakelen van zenuwbanen (door in ratten de afferente zenuwbanen door te snijden) lijkt geen duidelijk effect te hebben op emotionele reacties.
De theorie van James-Lange is in 1920 door Walter Cannon en Philip Bard bestreden. Kernpunt van hun theorie (de theorie van Cannon-Bard) was dat de emotionele prikkel (bijvoorbeeld het zien van een slang) eerst in de hersenen wordt verwerkt, en pas daarna een gelijktijdige reactie in de vorm van een emotionele ervaring (bijvoorbeeld vrees) en een fysiologische reactie (bijvoorbeeld hartslagverhoging) oproept. Volgens deze theorie worden de lichamelijke reactie en het gevoel dus niet na elkaar, maar gelijktijdig of parallel door de prikkel opgeroepen.

## Emoties en hersenen
Tegenwoordig wordt aangenomen dat verwerking van emotionele prikkels plaatsvindt in een complex netwerk in de hersenen. De belangrijkste structuren hierin zijn het limbisch systeem waaronder de amygdala en hypothalamus. Ook hogere structuren in de hersenen zoals de cortex orbitofrontalis zijn in dit netwerk opgenomen. Zo zal evaluatie van een affectieve prikkel door de amygdala min of meer gelijktijdig allerlei autonoom-fysiologische reacties kunnen oproepen (via de hypothalamus), maar ook aanleiding kunnen geven tot subjectieve gevoelens als angst, woede, blijheid etc. (via de cortex orbitofrontalis). Ook kunnen perifere fysiologische reacties terugkoppelen naar deze centra in de hersenen. Eigenlijk kan men stellen dat de moderne hersentheorieën de vroegere theorieën in zich hebben opgenomen.

## Referentie
Lane, R.D. & Nadel, L. (2000). Cognitive Neuroscience of Emotion. New York: Simon & Schuster.